# Robert Bongen
Robert Bongen (* 1974 in Rheinberg) ist ein deutscher Fernsehjournalist. Er arbeitet beim Norddeutschen Rundfunk in der Redaktion der Sendung Panorama.

## Werdegang
Robert Bongen wuchs in der Gemeinde Alpen am unteren Niederrhein auf. Nach dem Abitur am Friedrich-Spee-Gymnasium Geldern studierte er Geschichte, Journalistik und Politik in Gießen und Hamburg. 1994 begann er als freier Journalist unter anderem für die Rheinische Post zu arbeiten, später als Reporter für den Tagesspiegel und Sat.1. Bongen absolvierte 2003/04 ein Volontariat beim Norddeutschen Rundfunk. Anschließend war er als Autor u. a. für das ARD-Politikmagazin Panorama und das Medienmagazin ZAPP tätig. Von 2010 an war er Redakteur bei der Sendung Panorama 3 im NDR Fernsehen, seit 2013 ist er Redakteur bei Panorama im Ersten.
Viel beachtet wurden u. a. die Interviews, die Robert Bongen zusammen mit Johannes Jolmes für Panorama im Dezember 2014 auf den Demonstrationen der Pegida in Dresden führte. Sie seien das erste und beste Zeugnis gewesen über die Gedanken derjenigen, die dort mitlaufen, so urteilte die Jury zur Preisverleihung „Journalisten des Jahres“: „Durch die absolute Zurückgenommenheit der Journalisten und das hartnäckige Dranbleiben haben sie das erste historische Zeugnis über dieses Phänomen geliefert.“
Robert Bongen gehört zu den Herausgebern des Onlinemagazins Vocer, das sich mit den Veränderungen des Journalismus durch die Digitalisierung beschäftigt.

## Auszeichnungen
2006 erhielt Robert Bongen mit der Redaktion ZAPP den Otto-Brenner-Preis. Sein Film Bezahlte Beiträge. Wie die BA und die BfA Sendezeit kaufen (gemeinsam mit Britta von der Heide) wurde 2007 als „Herausragende Leistung“ beim Axel-Springer-Preis für junge Journalisten gewürdigt. 2010 gewann er den Regino-Preis für die Dokumentation Der Kachelmann-Komplex (NDR). Bongen gehörte zum Team der Panorama-Redaktion, das 2018 mit dem Grimme-Preis für die „besondere journalistische Leistung“ in der Kategorie „Information und Kultur“ ausgezeichnet wurde. Gewürdigt wurde damit die Panorama-Berichterstattung zum G20-Gipfel in Hamburg. 2020 Deutsch-Französischer Journalistenpreis für Das ungesühnte SS-Massaker: Ein französisches Dorf kämpft um Gerechtigkeit (arte/NDR) 2020/21 Juliane-Bartel-Preis für den Panorama-Film „Rechte Terroristen: Hass auf Frauen“ (mit K. Schiele). 2022 Otto-Brenner-Preis für die Recherche „Kindesmissbrauch: Warum löscht die Polizei die Bilder nicht?“ (Medienprojekt von Panorama, STRG_F und Der Spiegel).